# Johann II. (Teschen-Auschwitz)
Johann II. von Auschwitz (polnisch Jan II oświęcimski; tschechisch Jan II. Osvětimský; * vor 1350; † 1376) war von 1372 bis zu seinem Tod 1376 Herzog von Auschwitz. Er entstammte dem Teschener Zweig der Schlesischen Piasten.

## Herkunft und Leben
Seine Eltern waren Herzog Johann I. und dessen Frau, deren Name und Herkunft nicht bekannt sind. Vor 1367 vermählte sich Johann II. mit Hedwig († 1385/1396), einer Tochter des Brieger Herzogs Ludwig I. Der Ehe entstammten die Kinder
- Johann III. († 1405); ⚭ 1394 Hedwig, eine Tochter des Herzogs Olgierd von Litauen
- Anna († 1440/54); ⚭ 1. Puta d. Ä. von Častolowitz († 1397) ⚭ 2. Aleksander[2]
- Katharina († nach 5. November 1403)[3]

Noch zu Lebzeiten seines Vaters Johann I. wurde dessen einziger Sohn Johann II. an der Regentschaft des Herzogtums Auschwitz beteiligt. Nach dem Tod des Vaters 1372 war er Alleinerbe. Da sein Vater bereits 1327 das Herzogtum Auschwitz als ein Lehen an den böhmischen König Johann von Luxemburg unterstellt hatte, wurde auch Johann II. ein Vasall der Krone Böhmen.
Johann starb nach einer kurzen Regierungszeit in 1376. Sein Leichnam wurde in der Kirche des Dominikanerklosters von Auschwitz beigesetzt. Als Herzog von Auschwitz folgte ihm sein einziger Sohn Johann III.

## Belege
1. ↑  Kazimierz Jasiński: Rodowód Piastów śląskich [Genealogie der Schlesischen Piasten]. Kraków 2007. S. 621.
2. ↑  Kazimierz Jasiński: Rodowód Piastów śląskich [Genealogie der Schlesischen Piasten]. Kraków 2007. S. 633.
3. ↑  Kazimierz Jasiński: Rodowód Piastów śląskich [Genealogie der Schlesischen Piasten]. Kraków 2007. S. 634.
4. ↑  Kazimierz Jasiński: Rodowód Piastów śląskich [Genealogie der Schlesischen Piasten]. Kraków 2007. S. 621.

| Personendaten    | Personendaten                                                                    |
| ---------------- | -------------------------------------------------------------------------------- |
| NAME             | Johann II.                                                                       |
| ALTERNATIVNAMEN  | Johann II. von Teschen-Auschwitz; Hanuš II. von Auschwitz; Jan II. von Auschwitz |
| KURZBESCHREIBUNG | Herzog von Auschwitz                                                             |
| GEBURTSDATUM     | vor 1350                                                                         |
| STERBEDATUM      | 1375 oder 1376                                                                   |